# Friedrich Zelnik

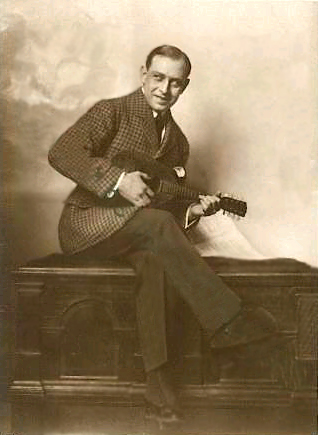
Friedrich Zelnik

Friedrich Zelnik, ook wel Frederic Zelnik (Tsjernivtsi, 17 mei 1895 – Londen, 29 november 1950), was een van de meest vooraanstaande producenten en regisseurs van de Duitse stomme film. Hij is tevens bekend als filmacteur.

## Biografie

### Zijn geboorteplaats
Zelnik werd geboren in een joodse familie uit Tsjernivtsi (in het zuidwesten van het huidige Oekraïne). Ten tijde van zijn geboorte was Tsjernivtsi de hoofdstad van het Hertogdom Boekovina in het Oostenrijkse deel van de dubbelmonarchie Oostenrijk-Hongarije. Tsjernivtsi had in die dagen een zeer grote populatie van Joodse inwoners en kwam na Vilnius in Litouwen op de tweede plaats van de belangrijkste steden met een Joodse cultuur in Oost-Europa.

### Acteur
Na zijn studies in Wenen werkte Zelnik als acteur in Neurenberg, Aken, Worms, Praag en daarna in Berlijn in verschillende theaters: Theater an der Königsgrätzer Straße, Berliner Theater en het Komödienhaus.

### Filmproducent en filmregisseur
Zelnik speelde vanaf 1914 in films, en na 1915 begon hij met het produceren en regisseren van films. Gelijktijdig bleef hij spelen in films onder de leiding van andere regisseurs. In 1918 trouwde hij met de Poolse ballerina Lya Mara. (Mara, geboren als Aleksandra Gudowiczówna in Riga op 1 augustus 1897, danste in Riga en later in Warschau. Na de dood van Zelnik zijn al haar sporen verdwenen.) Zelnik regisseerde haar speelfilms en zij werd onder zijn leiding een vermaarde filmster. In 1920 werd de filmmaatschappij Zelnik-Mara-Film GmbH opgericht.

### Stomme film
Lya Mara en Friedrich Zelnik behaalden in Duitsland en daarbuiten grote successen met hun operettefilms met uitbundige kostuums. Films zoals An der schönen blauen Donau (1926), met Fanny Carlsen (draaiboek en libretto); Die Försterchristl, een operette in drie akten van Georg Jarno, op een libretto van Bernhard Buchbinder; Das Tanzende Wien (1927), draaiboek Fanny Carlsen; Heut' tanzt Mariett (1928), draaiboek Fanny Carlsen.

### Geluidsfilm
Bij de introductie van de geluidsfilm werd Zelnik de eerste regisseur in Europa die een film nasynchroniseerde. Deze film was Der rote Kreis (1929), draaiboek Fanny Carlsen op libretto van Edgar Wallace. In 1930 vertrok Zelnik naar Hollywood, Californië. Bij zijn terugkomst maakte hij zijn eerste geluidsfilm, een nieuwe versie van zijn succesfilm uit de stomme filmperiode, Die Försterchristl.
Toen Hitler aan de macht kwam vertrokken Friedrich Zelnik en Lya Mara uit Duitsland en vestigden zich in Londen. De productie- en regiewerkzaamheden werden voortgezet in Groot-Brittannië en Nederland. Hij regisseerde de Nederlandse speelfilms Vadertje Langbeen (1938) en Morgen gaat 't beter (1939). Friedrich Zelnik veranderde zijn naam in Frederic Zelnik, en kreeg de Britse nationaliteit. Hij stierf op 55-jarige leeftijd in Londen. Zijn vrouw Lya Mara stierf in Zwitserland op 1 maart 1960, al wordt ook 1 november 1969 als sterfdatum genoemd. Ze ligt begraven op de begraafplaats Bois-de-Vaux in Lausanne.